# Mark Ishoy
Mark Ishoy es un jinete canadiense que compitió en la modalidad de concurso completo. Ganó una medalla de oro en el Campeonato Mundial de Concurso Completo de 1978, en la prueba por equipos.

## Palmarés internacional
| Campeonato Mundial | Campeonato Mundial         | Campeonato Mundial | Campeonato Mundial |
| Año                | Lugar                      | Medalla            | Categoría          |
| ------------------ | -------------------------- | ------------------ | ------------------ |
| 1978               | Lexington (Estados Unidos) | Medalla de oro     | Por equipos        |